# Swedish Open 1972
Lo Swedish Open 1972 è stato un torneo di tennis giocato sulla terra rossa. È stata la 25ª edizione del torneo, che fa parte della categoria del Commercial Union Assurance Grand Prix 1972. Il torneo si è giocato a Båstad in Svezia dal 10 al 16 luglio 1972.

## Campioni

### Singolare maschile
Manuel Orantes ha battuto in finale  Ilie Năstase con il punteggio di 6–4, 6–3, 6–1.

### Doppio maschile
Manuel Orantes /  Juan Gisbert hanno sconfitto in finale  Neale Fraser /  Ilie Năstase col punteggio di 6–3, 7–6.